# テレンス・ゴア
テレンス・J・ゴア（Terrance J. Gore, 1991年6月8日 - ）は、アメリカ合衆国ジョージア州ビッブ郡メイコン出身の元プロ野球選手（外野手）。右投右打。

## 経歴

### プロ入りとロイヤルズ時代

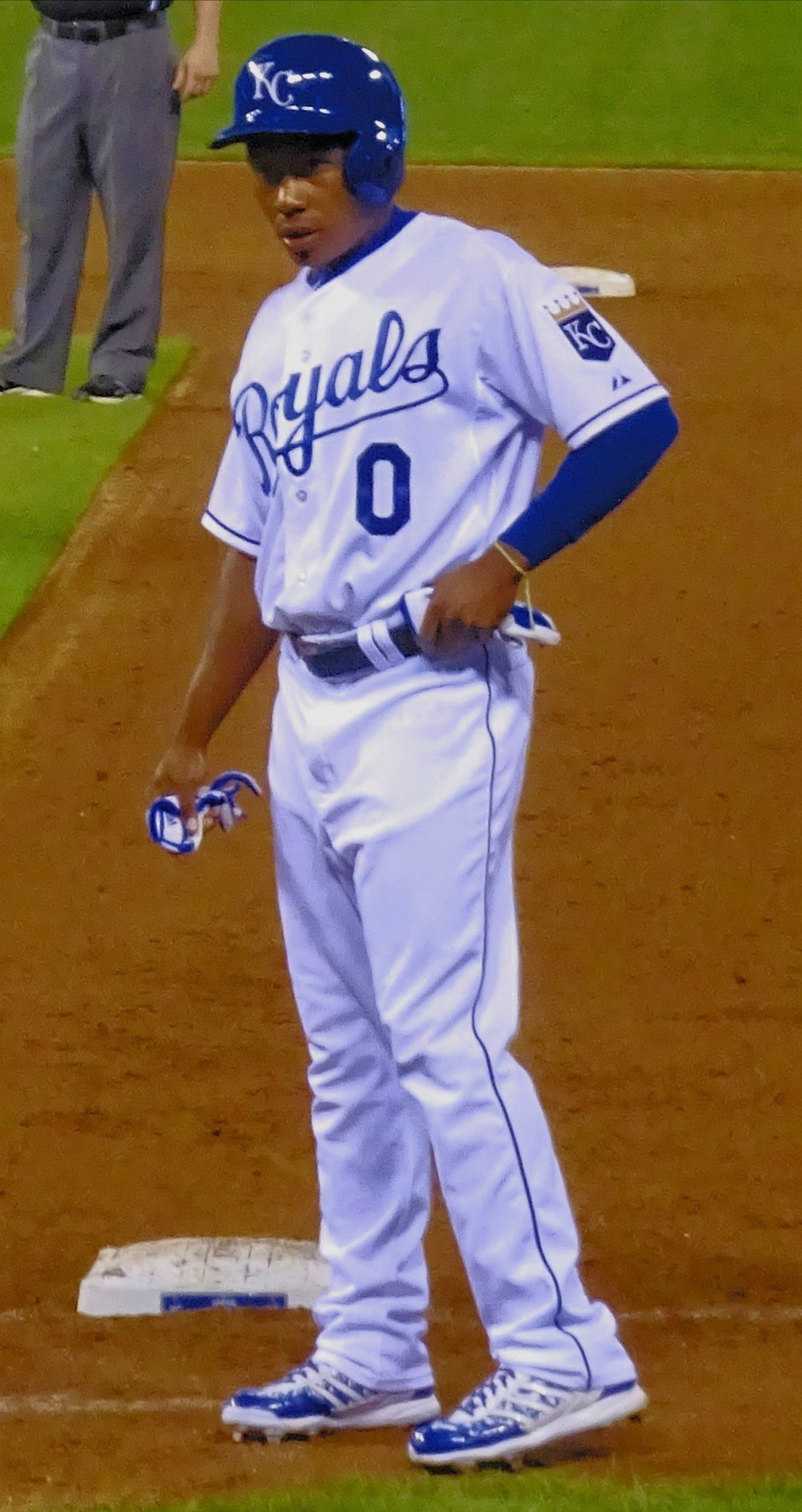
カンザスシティ・ロイヤルズ時代
(2015年9月1日)

2011年のMLBドラフト20巡目（全体606位）でカンザスシティ・ロイヤルズから指名され、プロ入り。同年6月20日にルーキー級アリゾナリーグ・ロイヤルズでプロデビュー。
2014年8月31日にメジャー契約を結んでアクティブ・ロースター入りし、9月2日のテキサス・レンジャーズ戦にて代走でメジャーデビュー。同年メジャーでは11試合に出場したが、もっぱら代走で起用され、5盗塁を記録した。打席に立ったのは2度だけで無安打に終わった。ロイヤルズは同年、29年ぶりにポストシーズンに進出したが、ゴアもメンバー登録された。
2015年は9試合でプレーしたが、メジャー初安打は2年連続でお預けとなった。一方、3試合に1つの割合で盗塁を決め、際立つ走力をアピールした。
2016年は17試合に出場したが、打席に立ったのは3度で無安打だった。しかし、持ち前の快足で11盗塁を決め、快足ぶりをアピールした。マイナーでは、AA級ノースウエストアーカンソー・ナチュラルズで打率.233、出塁率.314ながら44盗塁を決め、脚力を存分に発揮した。
2017年6月10日にAAA級オマハ・ストームチェイサーズでプロ通算1948打席目にして初本塁打を記録した。オフの12月1日にノンテンダーFAとなったが、翌2日にロイヤルズとマイナー契約を結び、2018年のスプリングトレーニングに招待選手として参加することになった。2018年シーズンはAAA級オマハに所属した。

### カブス時代
2018年8月15日に金銭トレードで、シカゴ・カブスに移籍し、傘下のAAA級アイオワ・カブスに配属された。9月1日にメジャー契約を結んでアクティブ・ロースター入りした。9月8日、ナショナルズ戦でマックス・シャーザーからメジャー5年目にして初安打を記録した。オフの11月2日にFAとなった。

### ロイヤルズ復帰
2018年12月18日に古巣のロイヤルズと1年契約を結んだ。
2019年7月12日にDFAとなった。

### ヤンキース傘下時代
2019年7月17日に金銭トレードで、ニューヨーク・ヤンキースへ移籍した（40人枠には入らずマイナー契約）。オフの11月4日にFAとなった。

### ドジャース時代
2020年2月15日にロサンゼルス・ドジャースとマイナー契約を結んでスプリングトレーニングに招待選手として参加することになった。7月22日にメジャー契約を結んで40人枠入りした。7月30日にDFAとなり、8月6日にマイナー契約となった。9月30日にメジャー契約を結び、ポストシーズンのロースターに名を連ねた。オフの10月31日にマイナー契約となった後、11月2日にFAとなった。

### ブレーブス傘下時代
2021年2月にアトランタ・ブレーブスとマイナー契約を結んだ。
結局この年は、レギュラーシーズンこそメジャー昇格は叶わなかったものの、ポストシーズンではヒューストン・アストロズとのワールドシリーズでヨハン・カマルゴと入れ替わる形でロースター入りを果たした。

## 選手としての特徴
類まれなる快足が武器で、本人も「小さい頃から走るのだけは速かったんだ。どうやら家系みたいで、兄貴も走るのは速かったし、甥も速い。何よりも父親が陸上選手だったから、その遺伝子が自分にも引き継がれているのかもしれないね」と語っている。2015年ロイヤルズ、2020年ドジャース、2021年ブレーブスとワールドシリーズ制覇を三度経験。そのためチャンピオンリングを3つ所持している。しかし俊足を買われての代走起用が多いため、いずれの年もプレーオフで一度も打席に立っていない。メジャー通算打点数が1でチャンピオンリングの数よりも少ないなどユニークなネタが多いため、一部からは多大な人気を誇る。

## 詳細情報

### 年度別打撃成績
| 年 度    | 球 団    | 試 合 | 打 席 | 打 数 | 得 点 | 安 打 | 二 塁 打 | 三 塁 打 | 本 塁 打 | 塁 打 | 打 点 | 盗 塁 | 盗 塁 死 | 犠 打 | 犠 飛 | 四 球 | 敬 遠 | 死 球 | 三 振 | 併 殺 打 | 打 率 | 出 塁 率 | 長 打 率 | O P S |
| -------- | -------- | ----- | ----- | ----- | ----- | ----- | -------- | -------- | -------- | ----- | ----- | ----- | -------- | ----- | ----- | ----- | ----- | ----- | ----- | -------- | ----- | -------- | -------- | ----- |
| 2014     | KC       | 11    | 2     | 1     | 5     | 0     | 0        | 0        | 0        | 0     | 0     | 5     | 0        | 0     | 0     | 0     | 0     | 1     | 0     | 0        | .000  | .500     | .000     | .500  |
| 2015     | KC       | 9     | 4     | 3     | 1     | 0     | 0        | 0        | 0        | 0     | 0     | 3     | 0        | 0     | 0     | 0     | 0     | 1     | 1     | 0        | .000  | .250     | .000     | .250  |
| 2016     | KC       | 17    | 3     | 3     | 6     | 0     | 0        | 0        | 0        | 0     | 0     | 11    | 2        | 0     | 0     | 0     | 0     | 0     | 1     | 0        | .000  | .000     | .000     | .000  |
| 2017     | KC       | 12    | 5     | 4     | 2     | 0     | 0        | 0        | 0        | 0     | 0     | 2     | 2        | 0     | 0     | 1     | 0     | 0     | 2     | 0        | .000  | .200     | .000     | .200  |
| 2018     | CHC      | 14    | 5     | 5     | 5     | 1     | 0        | 0        | 0        | 1     | 0     | 6     | 0        | 0     | 0     | 0     | 0     | 0     | 1     | 0        | .200  | .200     | .200     | .400  |
| 2019     | KC       | 37    | 58    | 51    | 13    | 14    | 2        | 1        | 0        | 18    | 1     | 13    | 5        | 0     | 0     | 6     | 0     | 1     | 18    | 0        | .275  | .362     | .353     | .715  |
| 2020     | LAD      | 2     | 0     | 0     | 0     | 0     | 0        | 0        | 0        | 0     | 0     | 0     | 0        | 0     | 0     | 0     | 0     | 0     | 0     | 0        | ----  | ----     | ----     | ----  |
| MLB：7年 | MLB：7年 | 102   | 77    | 67    | 32    | 15    | 2        | 1        | 0        | 19    | 1     | 40    | 9        | 0     | 0     | 7     | 0     | 3     | 23    | 0        | .224  | .325     | .284     | .608  |

- 2020年度シーズン終了時

### 年度別守備成績
| 年 度 | 球 団 | 左翼（LF） | 左翼（LF） | 左翼（LF） | 左翼（LF） | 左翼（LF） | 左翼（LF） | 中堅（CF） | 中堅（CF） | 中堅（CF） | 中堅（CF） | 中堅（CF） | 中堅（CF） | 右翼（RF） | 右翼（RF） | 右翼（RF） | 右翼（RF） | 右翼（RF） | 右翼（RF） |
| 年 度 | 球 団 | 試 合      | 刺 殺      | 補 殺      | 失 策      | 併 殺      | 守 備 率   | 試 合      | 刺 殺      | 補 殺      | 失 策      | 併 殺      | 守 備 率   | 試 合      | 刺 殺      | 補 殺      | 失 策      | 併 殺      | 守 備 率   |
| ----- | ----- | ---------- | ---------- | ---------- | ---------- | ---------- | ---------- | ---------- | ---------- | ---------- | ---------- | ---------- | ---------- | ---------- | ---------- | ---------- | ---------- | ---------- | ---------- |
| 2014  | KC    | 2          | 1          | 0          | 0          | 0          | 1.000      | -          | -          | -          | -          | -          | -          | -          | -          | -          | -          | -          | -          |
| 2015  | KC    | 4          | 0          | 0          | 0          | 0          | ----       | -          | -          | -          | -          | -          | -          | -          | -          | -          | -          | -          | -          |
| 2016  | KC    | 2          | 3          | 0          | 0          | 0          | 1.000      | -          | -          | -          | -          | -          | -          | -          | -          | -          | -          | -          | -          |
| 2017  | KC    | 2          | 2          | 0          | 0          | 0          | 1.000      | -          | -          | -          | -          | -          | -          | -          | -          | -          | -          | -          | -          |
| 2018  | CHC   | 7          | 3          | 0          | 0          | 0          | 1.000      | -          | -          | -          | -          | -          | -          | -          | -          | -          | -          | -          | -          |
| 2019  | KC    | 9          | 17         | 0          | 0          | 0          | 1.000      | 4          | 10         | 0          | 1          | 0          | .909       | 10         | 7          | 0          | 0          | 0          | 1.000      |
| 2020  | LAD   | -          | -          | -          | -          | -          | -          | 1          | 0          | 0          | 0          | 0          | ----       | -          | -          | -          | -          | -          | -          |
| MLB   | MLB   | 26         | 26         | 0          | 0          | 0          | 1.000      | 5          | 10         | 0          | 1          | 0          | .909       | 10         | 7          | 0          | 0          | 0          | 1.000      |

- 2020年度シーズン終了時

### 背番号
- 0（2014年 - 2017年、2019年）
- 1（2018年）
- 27（2020年）